# Тёмная мышовка
Тёмная мышо́вка (лат. Sicista severtzovi) — вид грызунов из семейства мышовковых.
Видовое название дано в честь русского зоолога Николая Алексеевича Северцова (1827—1885). Мелкие грызуны, живущие в норах и питающиеся преимущественно растительной пищей. Вид-двойник степной мышовки (Sicista subtilis), ранее считавшийся её подвидом. Распространены на Украине и в Европейской части России (в среднем течении Дона).